# 藤富村
藤富村（ふじとみむら）は、熊本県の北部に位置していた村。

## 地理
- 河川：天明新川

## 歴史
- 1874年 - 上白石村、妙実村、上大保村が合併し会富村が成立。
- 1875年 - 権藤村と五町新開村が合併し護藤村が成立。
- 1889年4月1日 - 町村制施行により護藤村と会富村が合併し藤富村が発足。
- 1955年4月1日 - 八分字村、浜田村、並建村、白石村、畠口村と新設合併し、飽田村発足。

## 学校
- 藤富村立藤富小学校